# Iberowie

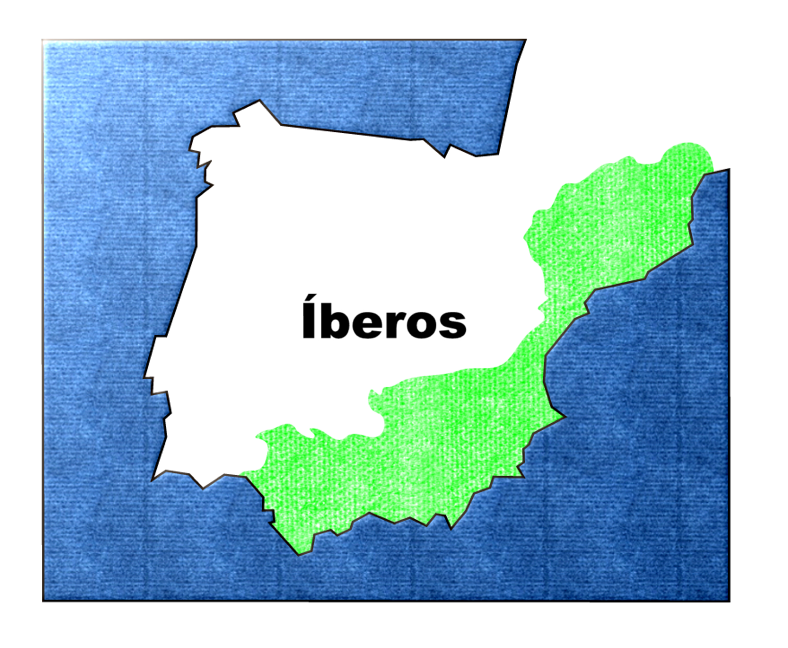
Przybliżony obszar zamieszkiwany w starożytności przez Iberów

Iberowie (łac. Hibērī, stgr. Ἴβηρες) − lud nieznanego pochodzenia, prawdopodobnie berberskiego i w starożytności zasiedlający wschodnie wybrzeże Półwyspu Iberyjskiego. W połowie V wieku p.n.e. zmieszali się z Celtami, przybyłymi z terenów dzisiejszej Francji przez przełęcze w Pirenejach. W wyniku tego powstał lud Celtyberów.

## Kultura
Kultura iberyjska ukształtowała się w V wieku p.n.e. pod znacznym wpływem kultury greckiej. Iberowie zamieszkiwali miasta otoczone potężnymi kamiennymi murami. W miastach mieszkali w czworokątnych domach z kamienia, rozwijali handel i rozmaite rzemiosła (w szczególności związane z obróbką szlachetnych kamieni). Stworzyli również własne pismo, wykorzystując alfabet fenicki.

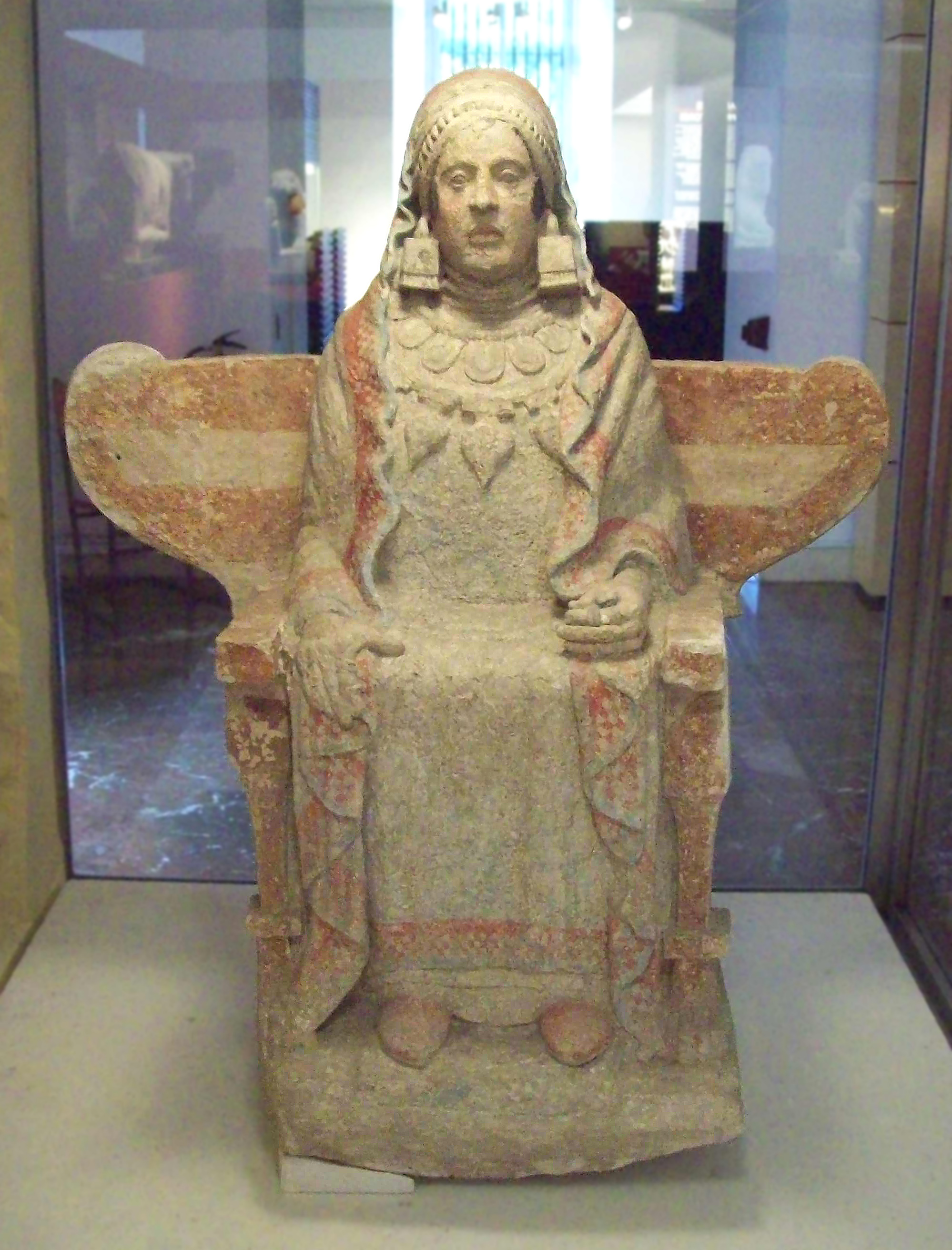
Dama z Bazy, sztuka iberyjska, IV wiek p.n.e.

Religia Iberów charakteryzowała się sanktuariami umieszczanymi w jaskiniach, gdzie spalone zwłoki umieszczano w sarkofagach często o kształcie kobiety (np. Dama z Bazy).

## Źródła historyczne
Pierwsze wzmianki o Iberach zostały znalezione we fragmentach Periplusa Massalskiego zawartego w poemacie Ora Maritima autorstwa Awienusa. Następnie plemiona Iberów wymieniane są w Ges Periodos autorstwa greckiego historyka i geografa Hekatajosa z Miletu. Kolejne informacje o Iberach podaje Herodot.